# 費爾菲爾德鎮區 (明尼蘇達州克羅溫縣)
費爾菲爾德鎮區（英語：Fairfield Township）是位於美國明尼蘇達州克羅溫縣的一個行政鎮區。

## 地方資料
費爾菲爾德鎮區的面積為93.02平方千米，當中陸地面積為87.31平方千米，而水域面積為5.71平方千米。根據2020年美國人口普查的數據，當地共有人口317人，而人口密度為每平方千米3.41人。